# Aleksandr Nesis
Aleksandr Natanovič Nesis (in russo Александр Натанович Несис?; Leningrado, 19 dicembre 1962) è un imprenditore e finanziere russo, con nazionalità anche israeliana e maltese, fondatore e presidente del gruppo russo ICT Group, società di private equity con sede a Mosca, Russia, che investe principalmente nella finanza, nei metalli preziosi e nell'ingegneria.

## Biografia
Nato a Leningrado nel 1962, Nesis ha studiato radiochimica al Lensovet Leningrad Institute of Technology. Dopo il diploma ha lavorato come supervisore principale presso il Baltic Shipbuilding Yard (il più grande e uno dei più antichi in Russia), che ha prodotto una varietà di navi tra cui rompighiaccio nucleari e sottomarini.  All'inizio degli anni '90, Nesis ha lasciato il cantiere navale per intraprendere l'attività di imprenditore, scegliendo di lavorare per se stesso.
Insieme a un piccolo gruppo di soci in affari, si concentrò dapprima sulla produzione di materiali derivati dai depositi di uranio situati nei deserti dell'Uzbekistan. Nel 1991, lo stesso gruppo di imprenditori ha intrapreso una nuova avventura per investire nelle industrie della costruzione navale e dei metalli. Nel 1993, la loro azienda divenne nota come ICT Group. Nello stesso anno, Nesis è tornato ai cantieri navali baltici come azionista di controllo e capo del consiglio di amministrazione. Presidente del consiglio di amministrazione di OAO Baltiysky Zavod dal 1993 al 1998 e dal 2002 al 2005. Dal 1998 al 2003 è stato direttore generale e membro del consiglio di amministrazione di Polymetal, in cui suo fratello Vitaly ha il ruolo di CEO ed in cui BlackRock detiene una partecipazione superiore al 10%.
Nesis è anche cittadino israeliano e maltese.

### Gruppo ICT
Il gruppo ICT ("Investimenti, costruzioni, tecnologie"), fondato da Nesis all'inizio degli anni '90, è stato per anni una delle più grandi società di investimento e private equity in Russia. Ha sede a Mosca e a San Pietroburgo. Ha investito, sviluppato e gestito attività in un'ampia gamma di settori, tra cui il settore bancario e finanziario, i metalli e l'estrazione mineraria, la produzione di metalli preziosi, l'ingegneria pesante, la logistica, l'edilizia e lo sviluppo.
Il portafoglio di attività sotto la gestione del Gruppo comprende leader riconosciuti nei rispettivi settori come NOMOS-BANK, Khanty-Mansi Bank, Polymetal e United Wagon Company. Dal 2010 al 2013 il Gruppo deteneva anche importanti partecipazioni azionarie nel produttore di cloruro di potassio Uralkali e Baltic Leasing. Le attività del gruppo si trovano principalmente in Russia, ma aveva anche interessi in Kazakistan.
Nel 2013, a seguito della ristrutturazione delle attività, è stata fondata una nuova società di investimento privato, ICT Holding Ltd (Cipro). Al momento della sua costituzione, il suo portafoglio comprendeva attività e progetti di investimento precedentemente detenuti sotto il marchio ombrello ICT Group. L'azienda si concentra su investimenti diretti a lungo termine, principalmente in Russia, oltre che nei mercati sviluppati. Nesis è il suo più grande azionista.